# Camille-Charles Le Clerc de Fresne
Camille-Charles Le Clerc de Fresne (1741-1797) est un officier militaire et administrateur français, gouverneur général de l'Inde française de 1789 à 1792.

## Biographie

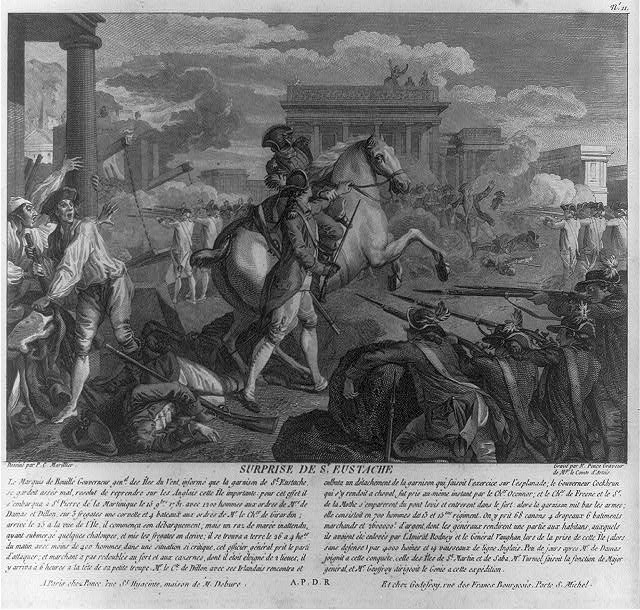
Surprise de St Eustache, estampe de 1784 évoquant les faits d'arme du marquis de Bouillé en septembre 1781 à Saint-Eustache, citant Le Clerc de Fresne (gravée par Nicolas Ponce, d'après Marillier).

Fils de Jacques Le Clerc de Fresne (1705-?), seigneur de La Verpillière, et de Catherine de Boisse, Camille-Charles est né à Lyon le 26 février 1741.
Il est nommé officier dans le régiment de Lyonnais à l’âge de 16 ans, en mars 1757, puis lieutenant en août de la même année. Capitaine en juillet 1769, puis major du régiment Royal-Comtois en avril 1779. Lieutenant–colonel en juin 1780, il commande le 2e bataillon du Royal-Comtois qui va combattre en Martinique durant la Guerre d’indépendance américaine. Aux Caraïbes, il s’illustre, face aux Britanniques, dans les opérations victorieuses de Tobago et de Saint-Eustache ainsi qu’à Saint-Christophe-et-Niévès. Rentré en France, il est nommé lieutenant-colonel du régiment d'Auxerrois en novembre 1782.
En avril 1784, il est nommé colonel du régiment de l'Île-de-Bourbon. Arrivé à bord de La Subtile, il remplace, d’avril à juin 1785, le gouverneur de l'Isle de France, François de Souillac, parti reprendre possession des comptoirs français en Inde, quelques mois après la mort du gouverneur Patissier de Bussy. 
Nommé à Pondichéry comme commandant, il sert sous les gouverneurs David Charpentier de Cossigny et Thomas Conway. Le 20 juin 1788, il épouse, à 47 ans, la fille d'un capitaine de port, Émile-Thomasse de Solminihac (1770-1846), dont un fils, prénommé Camille-Émile-Pondichéry. 
Le 4 octobre 1789, il est nommé gouverneur général de Pondichéry. En février 1790, les nouvelles de la Révolution française provoquent quelques remous dans les territoires. Selon les témoignages locaux, et en l'absence de directives venues de la Métropole, il administre avec sagesse et sans heurts. Mais son autorité est bientôt réduite par l'élection de l’Assemblée coloniale représentative, de son président (Jean-Baptiste de Bury de Saint-Fulgence ?) et celle ensuite du maire de Pondichéry, et enfin, de l’arrivée du commissaire civil Daniel Lescallier.
Durant son gouvernorat, il semblerait qu'il ait joué un rôle de médiateur entre Pierre Sonnerat, alors commandant de la place de Yanaon, et divers administrés, qui se seraient plaint de la gestion de ce dernier, soupçonné de vouloir s'enrichir.
Lassé, Le Clerc de Fresne demande son rapatriement, effectif en janvier 1793. Il embarque sur un navire américain qui le ramène d'abord à Londres, puis il passe par la Suisse, et arrive à Lyon. Son épouse et ses enfants étaient déjà rentrés en France depuis août 1791, et installés en Bretagne, dans un manoir, près de Moëlan-sur-Mer (où son fils deviendra maire).
Malade, il finit ses jours à Saint-Symphorien-sur-Coise, en janvier 1797.